# Grammatica generativa
La grammatica generativa è una teoria del linguaggio, parzialmente ispirata dalla teoria della grammatica formale e inaugurata da Noam Chomsky negli anni Cinquanta del Novecento. La teoria, legata ad un approccio tratto dalla teoria della dimostrazione per lo studio della sintassi, ha esplorato anche la fonologia e la morfologia.
La principale novità della grammatica generativa consiste nel concentrarsi sull'aspetto mentale del linguaggio, sui princìpi che regolano il funzionamento della facoltà. In questo senso, la grammatica generativa studia ciò che le lingue naturali hanno in comune piuttosto che ciò che le distingue, e la descrizione delle lingue risulta meno rilevante.

## Descrizione
Una grammatica generativa è un insieme di regole che "specificano" o "generano" in modo ricorsivo (cioè per mezzo di un sistema di riscrittura) le formule ben formate di un linguaggio. Questa definizione include un gran numero di diversi approcci alla grammatica. Il termine grammatica generativa è anche largamente usato per riferirsi alla scuola di linguistica all'interno della quale questo tipo di grammatica formale gioca un ruolo cruciale.
La grammatica generativa dovrebbe essere distinta dalla grammatica tradizionale, che solitamente:
- è fortemente prescrittiva, anziché puramente descrittiva;
- non è matematicamente esplicita;
- storicamente ha analizzato un insieme relativamente ristretto di fenomeni sintattici.

Se poi il termine viene inteso nel senso di "scuola di linguistica", esso dovrebbe essere distinto da altri approcci alla grammatica linguisticamente descrittivi, come per esempio la grammatica funzionale.
Il termine grammatica generativa può anche riferirsi a un particolare insieme di regole formali per un particolare linguaggio. Per esempio si può parlare di una grammatica generativa dell'italiano. Una grammatica generativa in questo senso è un dispositivo formale che può enumerare ("generare") tutte e sole le frasi di un linguaggio. In un senso più stretto, una grammatica generativa è un dispositivo formale (o, in altri termini, un algoritmo) che può essere usato per decidere se una certa frase è o meno grammaticale.
Nella maggior parte dei casi, una grammatica generativa è in grado di generare un numero infinito di stringhe a partire da un insieme finito di regole. Queste proprietà sono desiderabili per un modello del linguaggio naturale, poiché il cervello umano possiede una capacità finita, eppure gli esseri umani possono generare e comprendere un'enorme quantità di frasi distinte. Alcuni linguisti si spingono talmente lontano da sostenere che l'insieme delle frasi grammaticali di un linguaggio naturale è veramente infinito.

## Definizione formale
Formalmente una grammatica G è una quadrupla (X,V,S,P) composta da:
- X: alfabeto dei simboli terminali
- V: alfabeto delle variabili o simboli non terminali
- S: simbolo distintivo o scopo o ancora assioma della grammatica (appartiene a V)
- P: insieme di coppie (v,w) di stringhe dette regole di produzione costruite sull'unione dei due alfabeti, denotate anche con {\displaystyle \alpha \rightarrow \beta }

La stringa {\displaystyle \alpha } non può essere vuota, {\displaystyle \beta } invece può esserlo.
Il linguaggio generato dalla grammatica è costituito da tutte le stringhe di terminali che possono essere ottenute partendo dal simbolo S e applicando una produzione alla volta alle forme di frase via via prodotte.

### Esempio
Il linguaggio {\displaystyle L=\{a^{n}b^{n},n>0\}} è generato dalla seguente grammatica:
{\displaystyle X=\{a,b\}}
{\displaystyle V=\{S\}}
{\displaystyle P=\{S\rightarrow aSb,S\rightarrow ab\}}

## Gerarchia di Chomsky
Le grammatiche generative possono essere descritte e confrontate fra loro con l'aiuto della gerarchia di Chomsky, da lui proposta negli anni cinquanta. Questa definisce una serie di tipi di grammatiche formali aventi potere espressivo crescente.

### Grammatiche regolari
Fra i tipi più semplici ci sono le grammatiche regolari (tipo-3). Chomsky sostiene che i linguaggi regolari non siano adeguati come modelli del linguaggio umano, perché tutti i linguaggi umani consentono l'annidamento di stringhe all'interno di stringhe in modo gerarchico.

### Grammatiche libere dal contesto e strutture ad albero
Ad un livello superiore della gerarchia ci sono le grammatiche libere dal contesto (tipo-2). La derivazione di una frase da una grammatica libera dal contesto può essere descritta da un albero di derivazioni, o albero sintattico. Il lavoro dei linguisti nell'ambito della grammatica generativa vede spesso tale albero di derivazioni come un oggetto di studio fondamentale. Secondo questo punto di vista, una frase non è semplicemente una stringa di parole, ma piuttosto un albero con rami subordinati e sopraordinati connessi a dei nodi.
Sostanzialmente, il modello ad albero funziona in qualche modo come per la frase semplice nell'esempio a lato, nel quale F è una frase, D è un articolo determinativo, S è un sostantivo, V è un verbo, SN è un sintagma nominale e SV è sintagma verbale.
La frase risultante potrebbe essere Il cane mangia l'osso. Questo diagramma ad albero è anche chiamato un indicatore sintagmatico (phrase marker). Esso può essere rappresentato più sinteticamente in forma testuale, sebbene il risultato sia meno facilmente leggibile, attraverso una notazione con parentesi quadre ed etichette (labeled bracketing):
In ogni caso, secondo Chomsky nemmeno le grammatiche a struttura sintagmatica (phrase structure grammars) sono adeguate per descrivere i linguaggi naturali: per far fronte a questa necessità, egli formulò il sistema più complesso della grammatica trasformazionale.

## La grammatica universale
La grammatica universale è l'obiettivo della grammatica generativa. Per arrivare al concetto di grammatica universale, però, si deve prima definire la Teoria della competenza, che è il punto di partenza.
In grammatica generativa, la competenza è costituita dall'insieme di conoscenze che permettono ad un parlante nativo di produrre messaggi verbali nella propria lingua.
Più precisamente, la competenza è:
- interna alla mente umana;
- pressoché inconscia (implicita): un parlante nativo riesce, basandosi solamente su un'intuizione, a giudicare se una produzione linguistica sia accettabile nella propria lingua. Ad esempio, un parlante nativo italiano non troverà accettabile la parola nbromo, al contrario di bromo che effettivamente esiste;
- individuale: è intesa come l'insieme di conoscenze che possiede un singolo parlante; la comprensione fra più parlanti è quindi possibile solo quando le competenze individuali di ciascuna persona sono simili;
- innata: l'essere umano è predisposto, grazie a particolari condizioni anatomiche e neurofisiologiche, ad acquisire il linguaggio verbale; la capacità di parlare è, in primo luogo, trasmessa biologicamente, solamente dopo si ha l'evoluzione di tale capacità data dalla componente culturale-ambientale.

Costruire una teoria della competenza è lo scopo della grammatica generativa, ossia si vuole esplicitare mediante regole e princìpi la conoscenza inconscia che il parlante nativo ha della propria lingua.
Il primo passo per fare ciò, è capire quali frasi siano grammaticali (ossia corrette) e quali no in una lingua secondo il parlante nativo (in base alla sua competenza inconscia).
A partire dalle competenze individuali dei parlanti nativi di date lingue, la teoria generativa punta a creare una grammatica universale, ossia a definire le conoscenze linguistiche innate dei parlanti nativi di tutte le lingue esistenti.
La grammatica universale, quindi, specifica qual è lo stato basilare della facoltà di linguaggio degli esseri umani, che grazie all'esperienza linguistica (fissazione dei parametri che consentono di imparare la grammatica di una determinata lingua) che si acquisisce in un secondo momento, passa ad uno stato stabile, ossia la lingua di cui una persona è parlante nativo.

## Collegamenti interdisciplinari
Quando la grammatica generativa fu proposta per la prima volta, fu unanimemente salutata come un modo di formalizzare l'insieme di regole implicite che una persona "conosce" quando conosce la propria lingua madre ed è in grado di produrre delle espressioni in essa. Tuttavia Chomsky ha ripetutamente respinto quell'interpretazione. Secondo lui, la grammatica di una lingua è l'esposizione di ciò che una persona deve conoscere al fine di riconoscere un'espressione come grammaticale, ma non un'ipotesi sul processo coinvolto nella comprensione o nella produzione del linguaggio. 
In ogni caso la realtà è che la maggior parte dei madrelingua respingerebbero molte frasi prodotte anche da una grammatica a struttura sintagmatica. Per esempio, sebbene la grammatica consenta annidamenti molto profondi, le frasi con annidamenti molto profondi non sono accettate da chi le sente pronunciare, e il limite di accettabilità è una faccenda empirica che varia da individuo a individuo, non qualcosa che può essere facilmente catturato in una grammatica formale. Di conseguenza, l'influenza della grammatica generativa nella psicolinguistica empirica è declinata considerevolmente.
Nell'informatica teorica, la gerarchia di Chomsky ha permesso la sistematizzazione ulteriore dello studio dei  linguaggi di programmazione e degli automi relativi: infatti da un punto di vista teorico un dato linguaggio L definito da una grammatica G può essere equivalentemente definito da una macchina detta "automa riconoscitore" R in grado di accettare le frasi di quel linguaggio. Dunque il criterio di Chomsky realizza una gerarchia non solo tra i linguaggi, ma anche tra i relativi automi riconoscitori. Lo studio della complessità della grammatica di un linguaggio equivale allo studio della complessità dell'automa in grado di processare quel  linguaggio. Questa equivalenza permette di catalogare con la stessa gerarchia di Chomsky le tecniche di riconoscimento automatico di un testo (vedi tecniche di parsing).
La grammatica generativa è stata usata in teoria della musica e nell'analisi musicale, ad esempio da Fred Lerdahl, e nell'analisi schenkeriana.